# Lee Jung-seob
Lee Jung-seob (koreanisch 이중섭) (* 10. April 1916 in P’yŏngwŏn-gun (평원군), der Provinz P’yŏngan-namdo (평안남도), Nordkorea; † 6. September 1956 in Seoul) war ein südkoreanischer Maler.

## Leben
Lee Jung-seob wurde am 10. April 1916 in P’yŏngwŏn-gun in eine wohlhabende Familie hineingeboren. Während seiner Schulzeit in der Jongno Grundschule lebte er in der Familie seiner Mutter in Pjöngjang (평양) und ab 1930 besuchte er unter der Vormundschaft von Im Yongryeon, einem Yale-Absolvent, die privat finanzierte Osan High School in Jŏngju (정주시), in der Provinz P’yŏngan-pukto (평안북도). 1936 ging Lee nach Tokio um Kunst zu studieren, besuchte zunächst das Imperial Art Institute und von 1937 bis 1941 die Bunka Gakuin (japanisch: 文化學院). Während seines Studiums dort, wurde er Mitglied der Association of Free Artists, zu denen auch Yoo Young-kuk (유영국) zählte. Während des Pazifikkriegs kehrte Lee 1943 wieder zurück zu seiner Familie, die seinerzeit in Wŏnsan (원산시) lebte, und heiratete im Mai 1945 seine Frau Yamamoto Masako, eine Japanerin, die er während seiner Universitätszeit in Tokio kennengelernt hatte.
Als Wŏnsan während des Koreakriegs bombardiert wurde, floh Lee im Dezember 1950 mit seiner Frau und seinen Kindern nach Busan (부산광역시), musste aber seine Mutter und all seine Kunstwerke zurücklassen, weshalb keines seiner Werke vor 1950 erhalten blieben. 1951 zog er mit seiner Familie nach vorübergehend auf die Insel Jejudo (제주도), kehrte aber im Dezember 1951 nach Busan zurück, von nun an in Flüchtlingscamps lebend. Seine Frau verließ ihn daraufhin im Juli 1952 und kehrte mit den Kindern zurück nach Japan. Bis Juni 1954 verdiente sich Lee mit künstlerischen Tätigkeiten und nahm dann eine Lehrtätigkeit an der School of Lacquerware Inlaid with Mother-of-pearl in Tongyeong (통영시) auf, währenddessen er künstlerisch weiter arbeiten konnte.
Lee starb am 6. September 1956 einsam in einem Krankenhaus des Roten Kreuzes im Stadtteil Seodaemun in Seoul.

## Wirken als Künstler
1941 gründete Lee zusammen mit anderen koreanischen Künstlern in Japan, wie Lee Quede, Jin Hwan, Choi Jaedeok und Kim Jongchan, die Association of New Artists. Zusammen organisierten sie ihre erste Ausstellung, die große Aufmerksamkeit in der Kunstszene erhielt. Zurück in Korea, gingen seine Kunstwerke, die er bis 1950 angefertigt hatte, durch den Koreakrieg und seine Flucht nach Busan verloren. Nachdem seine Frau ihn 1952 verlassen hatte, widmete sich Lee seiner Malerei, erstellte Illustrationen für Magazine und Buchumschläge und stellte seine Werke in Ausstellungen aus. Nachdem er nach Tongyeong gezogen war, entstand dann dort seine Bilder der Bullen-Serie und seine Landschaftsbilder, inspiriert durch die Landschaft von Tongyeong.

## Retrospektive zum 100. Geburtstag
Zum 100. Jahrestag seines Geburtstages würdigte das National Museum of Modern and Contemporary Art in Deoksugung in Seoul, Lees künstlerisches Wirken mit einer Retrospektive. Die Ausstellung wurde am 3. Juni 2016 eröffnet und dauerte bis zum 3. Oktober 2016.